# Наркотик

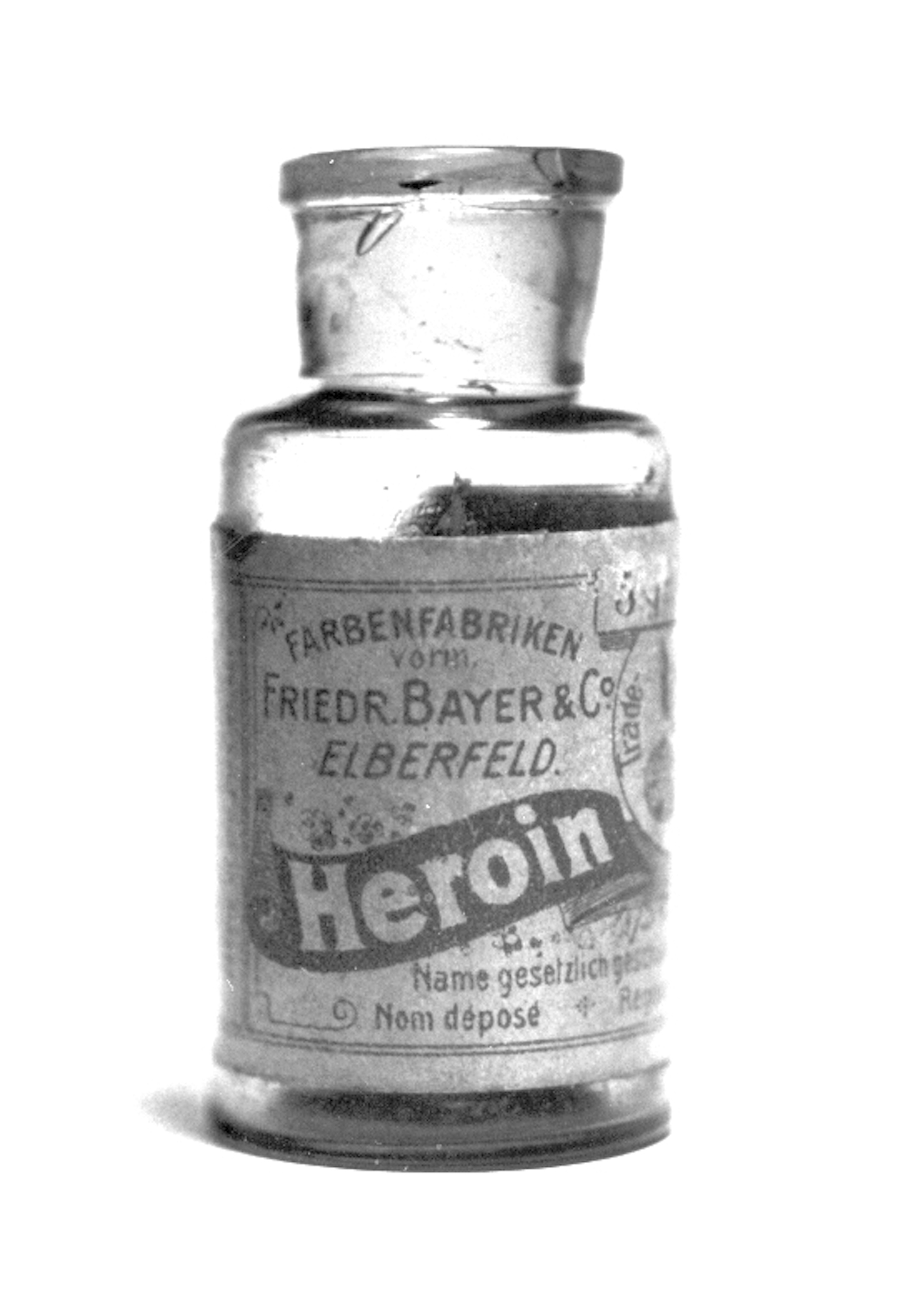
Аптечная упаковка героина, XIX век

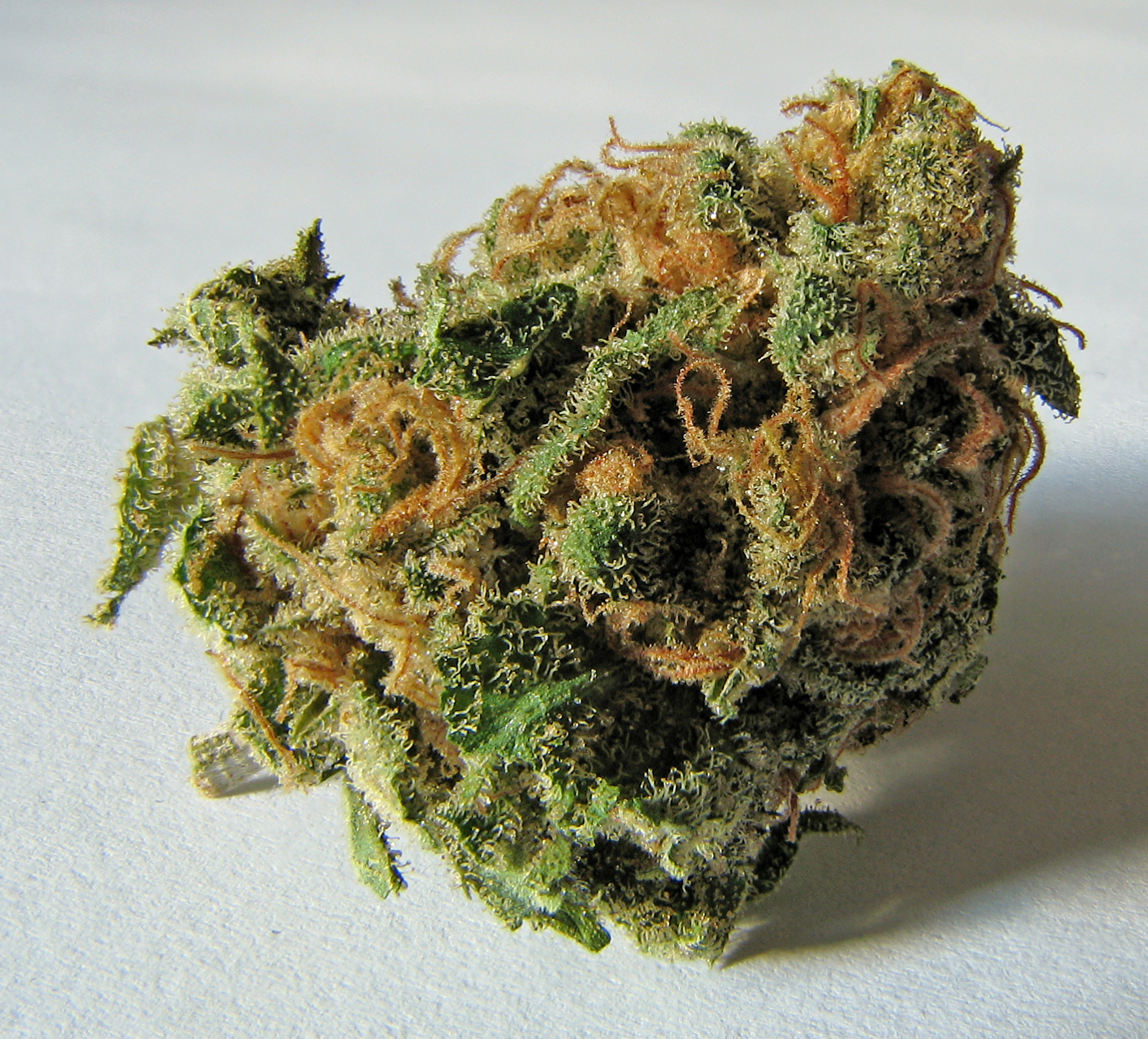
Марихуана, или каннабис (содержит тетрагидроканнабинол)

Нарко́тик (от греч. ναρκωτικός — приводящий в оцепенение, греч. νάρκωσις — ступор) — согласно определению ВОЗ, «химический агент, вызывающий ступор, ко́му или нечувствительность к боли. Термин обычно относится к опиатам или опиоидам, которые называются наркотическими анальгетиками».
Считается, что термин «ναρκωτικός» (наркотик) впервые был употреблён греческим целителем Гиппократом, — в частности, для описания веществ, вызывающих потерю чувствительности или паралич. Данный термин также употреблял выдающийся врач античности Клавдий Гален. В качестве таких веществ Гален, например, упоминал корень мандрагоры, семена эклаты и мака (см. также опиум).
Tермин «наркотик» зачастую используется в медицинской и юридической литературе и документации в расширенном значении, обозначая все запрещённые психоактивные вещества вне зависимости от их фармакологии.
В настоящий момент в большинстве стран оборот наркотиков ограничен. Международная политика в отношении наркотиков осуществляется в соответствии с Единой конвенцией о наркотических веществах 1961 года. Распространение веществ, указанных в данной конвенции, разрешается только для использования в медицинских и научных целях.

## Определение

### Согласно Всемирной организации здравоохранения
наркотик [narcotic] Химический агент, вызывающий ступор, кому или нечувствительность к боли. Термин обычно относится к опиатам или опиоидам, которые называются наркотическими анальгетиками.

### Официальные определения, имеющие юридическую силу

#### ОпределениеООН
«Единая конвенция ООН о наркотических средствах 1961 года» определяет термин «наркотик» буквальным перечислением веществ:
Наркотическое средство — любое из веществ, включённых в списки I и II — естественных и синтетических.
По крайней мере, в нескольких странах мира принадлежность того или иного вещества к наркотикам устанавливается на основе законодательно закреплённых списков, аналогичных «Единой конвенции ООН о наркотических средствах 1961 года». В списки I и II не входят героин, каннабис, дезоморфин, кетобемидон и их соли в тех случаях, когда образование таких солей возможно, будучи помещёнными в список IV.

#### В России
В России юридический термин «наркотик» определён следующим образом: 
Наркотические средства — вещества синтетического или естественного происхождения, препараты, растения, включённые в Перечень наркотических средств, психотропных веществ и их прекурсоров, подлежащих контролю в Российской Федерации, в соответствии с законодательством Российской Федерации, международными договорами Российской Федерации, в том числе Единой конвенцией о наркотических средствах 1961 года.

#### В США
Согласно Кодексу США термин «наркотик» (англ. narcotic drug) относится лишь к опиуму, кокаину, их производным и аналогам, а также опиатам в целом, однако многие другие вещества относятся к первому списку запрещённых препаратов, критериями для которого служат три условия, два из которых субъективны, а третий (B) вытекает из них:
(A) Препарат имеет высокий потенциал для злоупотребления (англ. The drug or other substance has high potential for abuse).
(B) Препарат не имеет принятого медицинского использования в лечебной практике в США (англ. The drug or other substance has no currently accepted medical use in treatment in the United States).
(C) Допустимый уровень риска при применении препарата под медицинским контролем превышает медицинские нормы (англ. There is a lack of accepted safety for use of the drug or other substance under medical supervision).

### Научные определения
Термином наркотическое средство (наркотик) называют вещества, отвечающие трём критериям:
- Медицинский критерий — вещество, оказывающее влияние на психику (стимулирующее, седативное, галлюциногенное и др., см. также психотропные вещества), что является причиной его немедицинского (рекреационного) потребления.
- Социальный критерий — немедицинское потребление рассматриваемого вещества принимает большие масштабы, и наносимый вред приобретает социальную значимость. По результатам многочисленных исследований, наибольший вред для общества приносят спиртные напитки[13]. Тем не менее, в большинстве стран мира они не запрещены и не относятся к наркотикам[a].
- Юридический критерий — средство официально признано наркотическим и включено в перечень наркотических средств.

#### Определение ВОЗ
наркотик [narcotic] Химический агент, вызывающий ступор, кому или нечувствительность к боли. Термин обычно относится к опиатам или опиоидам, которые называются наркотическими анальгетиками. В общепринятом медицинском и юридическом смысле он часто употребляется неточно для обозначения запрещенных наркотических лекарственных средств независимо от их фармакологии.— Словарь терминов, относящихся к алкоголю, наркотикам и другим психоактивным средствам, стр. 43

### Обиходное значение

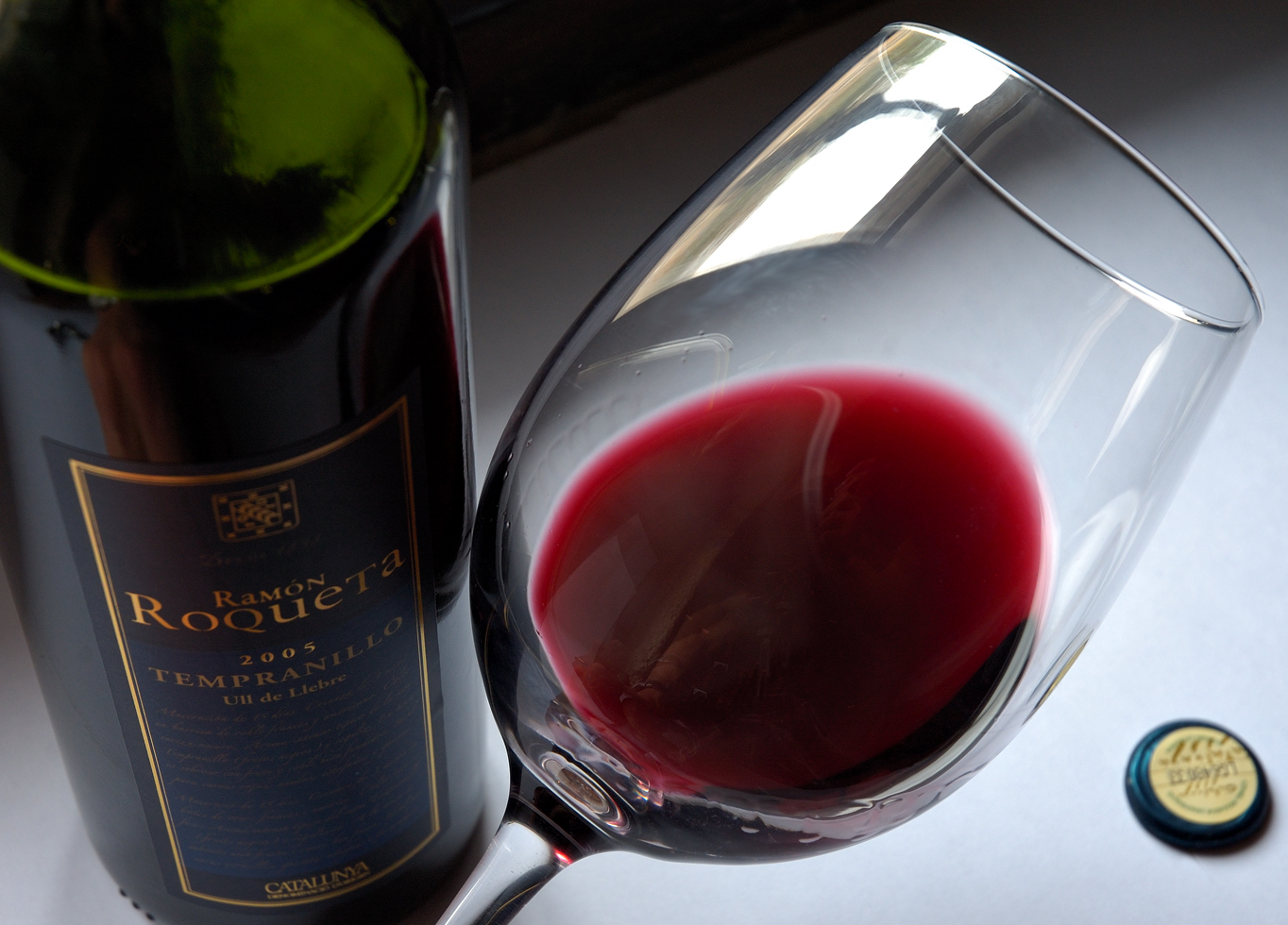
Вино и другие алкогольные напитки содержат этанол — одно из первых известных человечеству психоактивных веществ, вызывающих зависимость. Самые ранние археологические находки сосудов для вина датируются 5400—5000 гг. до н. э.

В переносном смысле «наркотиком» может быть назван объект любого аддиктивного поведения, пристрастия к занятию, без которого человек испытывает эмоциональную неустойчивость, раздражительность и конфликтность (например, зависимость от Интернета, компьютерных игр, телевизора, религии, азартных игр).
В пропаганде за здоровый образ жизни используется слово «наркотик» по отношению к частично запрещённым психоактивным веществам, алкоголю и никотину. Их продолжительное употребление может приводить к тяжёлым последствиям для здоровья и общественного благополучия. Тезис о том, что алкоголь и никотин являются наркотиками, поддерживается некоторыми СМИ, антиалкогольными и антинаркотическими сайтами, подвижниками, занимающимися борьбой с этими явлениями.

## Классификация наркотиков
Существует условное деление на лёгкие и тяжёлые наркотики. По происхождению психоактивные вещества и наркотики делятся на растительные, полусинтетические (синтезируемые на основе растительного сырья) и синтетические. Существуют классификации наркотических средств как отдельно по химическому строению или клиническому эффекту, так и смешанные. (см.: ПАВ).

### Законодательная классификация наркотиков
В России государственный контроль психоактивных веществ и их прекурсоров ведётся согласно перечню наркотических средств, состоящему из четырёх списков.
1. Запрещённые к обороту наркотические средства (гашиш, героин, ДОБ, ЛСД, МДМА и др.), психотропные вещества (метаквалон, метилфенидат и др.) и их прекурсоры;
2. Наркотические средства (кодеин, кокаин, морфин и др.) и психотропные вещества (кетамин и др.), оборот которых ограничен и контролируется;
3. Ограниченные к обороту психотропные вещества (декстрометорфан, тарен и др.), для которых исключаются некоторые меры контроля;
4. Прекурсоры, оборот которых ограничен и в отношении которых устанавливаются меры контроля (эфедрин, серная кислота, ацетон, нитрометан, толуол и др.)[30].

Современная российская практика также предусматривает запрет продаж средств, обладающих наркотическим эффектом, посредством постановлений Роспотребнадзора.

## Механизм действия
Практически все наркотики прямо или косвенно нацелены на «систему поощрения» мозга, увеличивая в 5-10 раз поток нейромедиаторов типа дофамина и серотонина в постсинаптических нейронах. Эти нейромедиаторы вызывают чувство удовольствия, влияют на процессы мотивации и обучения. Они натурально вырабатываются в больших количествах во время позитивного по представлению человека опыта — типа секса, вкусной еды, приятных телесных ощущений, а также стимуляторов, ассоциированных с ними. Нейробиологические опыты показали, что даже воспоминания о позитивном поощрении могут увеличить уровень дофамина, поэтому нейромедиаторы используются мозгом для оценки и мотивации, закрепляя важные для выживания и продолжения рода действия. Однако наркотики определённым образом обманывают природную «систему поощрения», позволяя пользователю добиться выброса дофамина и получить чувство удовольствия искусственными методами. Например, амфетамин напрямую стимулирует выброс дофамина, воздействуя на механизм его транспортировки. Другие наркотики, подобные кокаину и различным психостимуляторам — блокируют природные механизмы обратного захвата дофамина, увеличивая его концентрацию в синаптическом пространстве. Морфий и никотин имитируют натуральные нейромедиаторы, а алкоголь блокирует антагонисты дофамина. Если пациент продолжает перестимулировать свою «систему поощрения», то постепенно мозг адаптируется к чрезмерному потоку дофамина, производя меньше нейромедиатора и уменьшая количество рецепторов в «системе поощрения», побуждая пользователей увеличивать дозу для получения прежнего эффекта. Дальнейшее развитие этой химической толерантности может постепенно привести к очень тяжёлым изменениям в нейронах и других структурах мозга, и потенциально может в долговременной перспективе нанести серьёзный ущерб здоровью мозга.

### Полинаркомания
Полинаркомания — это, как правило, пристрастие к преднамеренному комбинированию веществ, в результате чего усиливается их эффект или сглаживаются побочные явления. Например, спидбол — сочетание крэка и героина, в котором тяжёлая депрессия после кратковременного подъёма от употребления крэка смягчается долговременным седативным действием героина.
Часто сочетание возникает непреднамеренно — случаи употребления кофе, сигарет, алкоголя, лекарств одновременно с запрещёнными психоактивными веществами также относятся к полинаркомании с соответствующими эффектами и опасностями. Уже известны несколько опасных комбинаций: алкоголь вместе с кокаином обладают повышенной токсичностью для сердечно-сосудистой системы.
Полинаркомания зафиксирована в научной литературе по психоактивным веществам и является предметом исследования учёных.

## Эффекты от приёма наркотиков

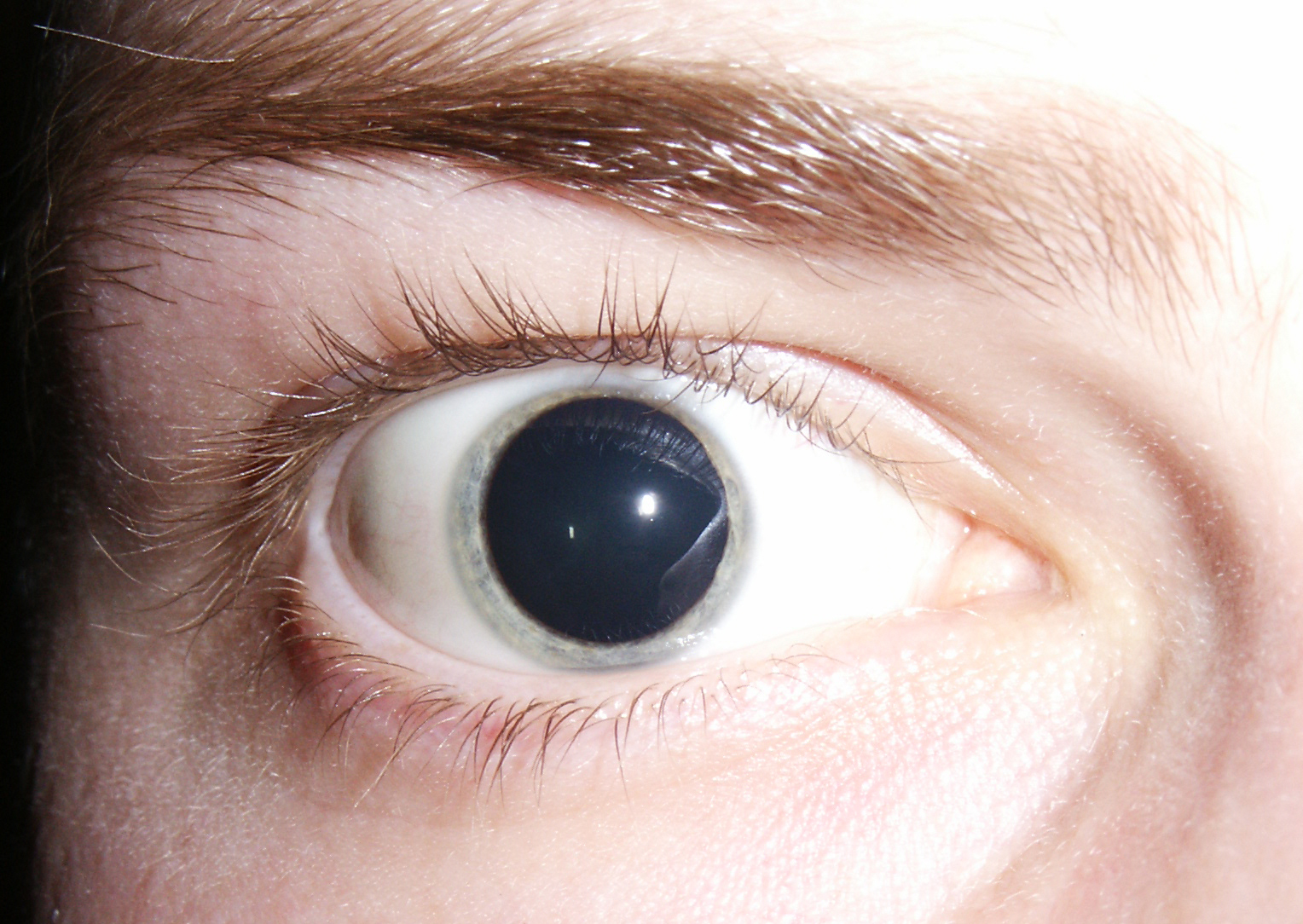
Амфетамин вызывает расширение зрачка (объективный симптом наркотического опьянения психостимуляторами)

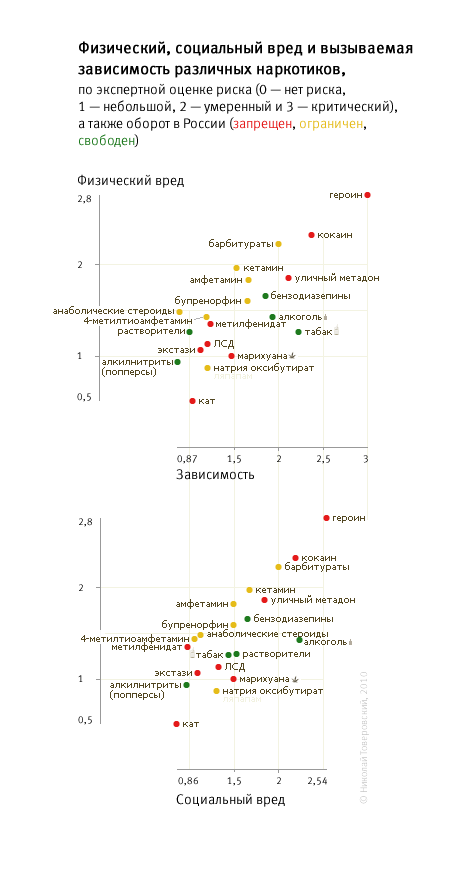
Сравнение вреда наркотиков. В книге Дэвида Натта приведено иное распределение социального вреда наркотиков: опаснее всего алкоголь, затем идут героин и крэк.

Основным эффектом, оказываемым приёмом наркотиков на организм человека, является так называемое «наркотическое опьянение», но наблюдается также ряд характерных побочных эффектов. В частности, при регулярном применении они вызывают привыкание — толерантность, которая проявляется в постепенном снижении эффекта наркотика; это вынуждает наркомана принимать всё большие дозы для достижения эффекта. Некоторые наркотики вызывают также зависимость («аддикцию»), которая проявляется «синдромом отмены» или «абстинентным синдромом» (на сленге — «ломка»), либо психологической тягой к повторному употреблению наркотика.

### Наркотическое опьянение
Наркотическое опьянение — это состояние, возникающее после употребления наркотика, оно проявляется как субъективными, так и объективными симптомами. Объективные симптомы обусловлены физиологической реакцией организма на введённый препарат и могут значительно отличаться в зависимости от вещества, вызвавшего наркотическое опьянение.
Субъективные симптомы опьянения, как правило, проявляются в виде эйфории и, в некоторых случаях, расстройствами восприятия. В отличие от объективных симптомов, окружающим они не заметны и могут быть обнаружены только при неадекватном поведении опьянённого. Различают как минимум три вида расстройств восприятия.
- Обострение (стимуляторы)
- Избирательность (опиаты)
- Снижение (седативные препараты)

### Зависимость
Для лиц, употребляющих наркотики, характерно наличие зависимости от препарата. Её разделяют на психическую и физическую зависимости.
В ходе употребления к наркотическому препарату сначала развивается психическая зависимость, а затем физическая. В зависимости от вещества, продолжительность приёма наркотика для формирования физической зависимости может быть разной.
Психическая зависимость характеризуется субъективным ухудшением состояния при задержке приёма препарата, а также ощущением психического подъёма, удовлетворения при его получении. С течением болезни появляется симптом улучшения психических функций под действием привычного наркотика. Таким образом, наркотик становится необходимым условием благополучного психического существования и функционирования. Этот симптом наблюдается при всех формах наркомании, за исключением тех, в которых психика при приёме препарата дезорганизуется всегда (психоделики, холиноблокаторы и т. п.).
Физическая зависимость обуславливается тем, что регулярный приём вещества изменяет обмен веществ в организме употребляющего. Это приводит к значимым его нарушениям при невозможности своевременного употребления наркотического препарата. В результате возникает объективно регистрируемая клиника абстиненции. Отсутствие препарата не только вызывает дискомфорт, но приводит к нарушениям работы органов и систем организма.
Сильную физическую зависимость могут вызывать опиаты, барбитураты. У таких стимуляторов, как кокаин, амфетамин и метамфетамин физическая составляющая зависимости при синдроме отмены выражена не так явно, большую роль играет психологическое привыкание.
Западная наркологическая школа и некоторые отечественные специалисты считают, что такие «классические» психоделики, как ЛСД, ДМТ, мескалин и псилоцибин, не вызывают физической зависимости, так как нет зафиксированных случаев синдрома отмены после их приёма, хотя они могут вызвать психологическую зависимость.

### Синдром отмены

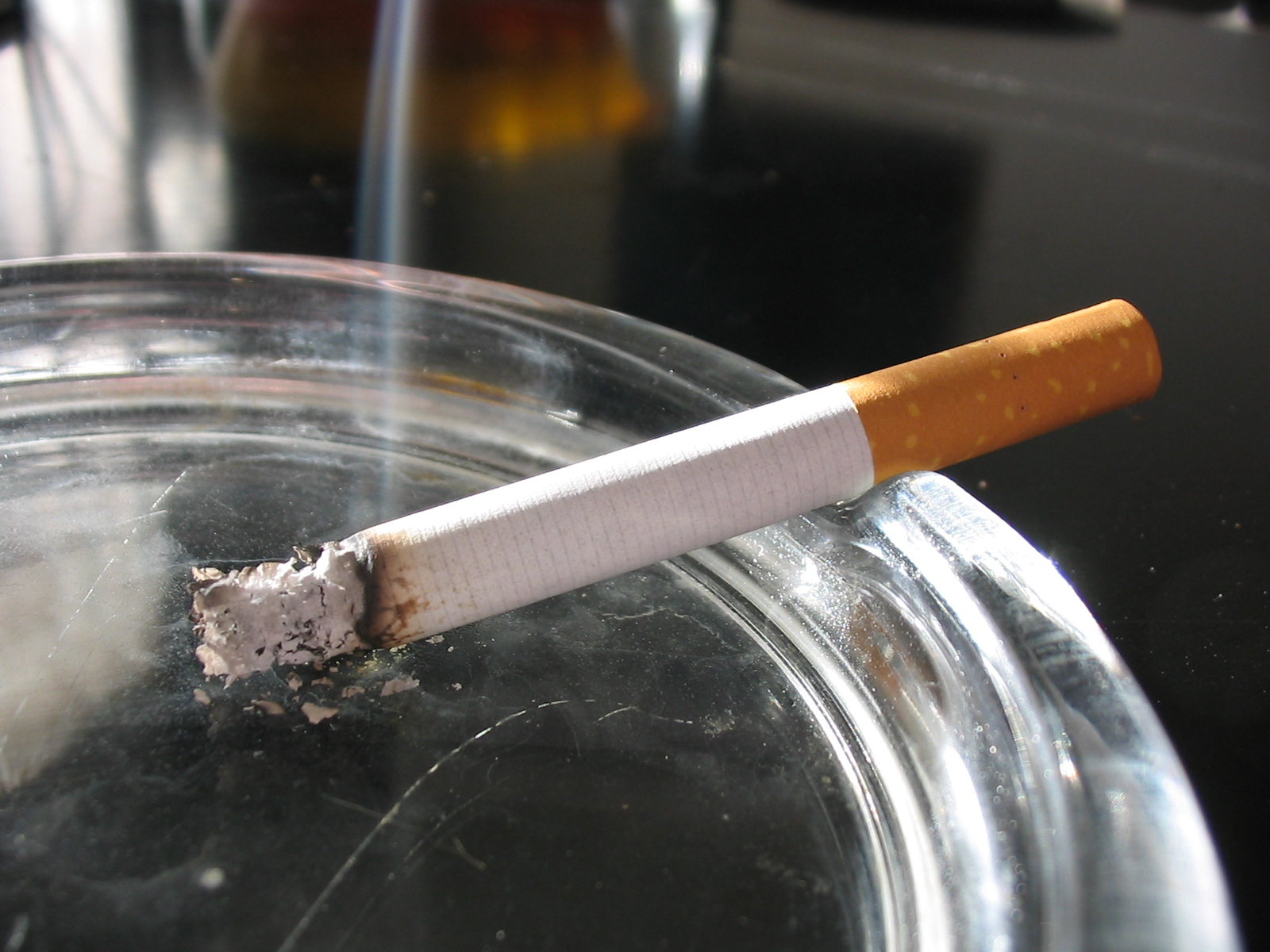
Симптомы отмены, вызванные уменьшением количества никотина в организме, могут проявляться от нескольких дней до нескольких недель

Абстинентный синдром — болезненное состояние, развивающееся при сокращении или прекращении приёма наркотика или иного психоактивного вещества (частным случаем является алкогольный абстинентный синдром). На жаргоне наркоманов называется ломкой. Характеризуется рядом соматических и психологических расстройств (судороги, рвота, потливость, расстройство сна, нарастание тревоги, головокружение и др.).
Отмечают сильный синдром отмены у барбитуратов, опиатов (например, героин, морфин), психостимуляторов (например, метамфетамин, фенамин, кокаин, никотин).
Не стоит смешивать синдром отмены после длительного систематического применения с окончанием единоразового действия наркотика. После окончания действия стимуляторов, например, амфетамина, зачастую наблюдается изнурение организма, не связанное с синдромом отмены препарата.

### Последствия применения
Вследствие приёма наркотических препаратов у людей появляются определённые особенности, которые и являются признаками наркозависимости. Непосредственно во время интоксикации это могут быть: ненормально расширенные или суженные зрачки, которые не изменяются при смене освещения; изменённый тембр голоса. Злоупотребление стимуляторами может приводить к дефициту массы тела. Зачастую наркозависимые психологически нестабильны и их поведение граничит с девиантным. В среде употребляющих инъекционные наркотики выше риск заражения ВИЧ и гепатитом.

## Исторический аспект
Возраст исторических свидетельств об изготовлении и употреблении психоактивных веществ насчитывает более семи тысяч лет. Упоминание о них можно найти в культурных памятниках многих народов, например, в трактатах Древнего Египта упоминается опий, наркотические свойства мака описываются в «Илиаде» Гомера, древние инки использовали коку в ритуальных целях. Первоначально наркотические средства использовались как лечебные препараты и для совершения религиозных обрядов (например шаманства) и были табуированы для остального населения.
Наиболее древним наркотиком, известным человечеству, по всей вероятности, был мак. Первые упоминания о нём относят к древней цивилизации шумеров, живших за три тысячи лет до начала нашей эры, которые отмечали снотворное действие мака (называли его «гил хул» — «растение веселья») и культивировали его, эту традицию продолжили вавилоняне, от которых данная практика распространилась на страны Ближнего и Среднего Востока. Производство опия перемещалось — в XV веке до н. э. в Египет из Месопотамии, в IX веке до н. э. в Персию и около V века до н. э. — в Малую Азию. Наибольшей активности рынок опия достиг в 19 веке, в процессе торговли опием между Индией и Китаем, сопровождавшимся эпидемией опиомании в последнем — с 1810 года и до конца столетия половина или более импорта Китая приходилось на опий, попытки Китая запретить импорт опия окончились первой и второй опиумными войнами.
Каннабис использовался в Центральной Азии и в северо-западном Китае уже в четвёртом тысячелетии до н. э., распространившись в дальнейшем на Индию (XV век до н. э.), Ближний и Средний Восток (IX век до н. э.), Европу (I век до н. э.), Юго-Восточную Азию (II век), Африку (XI век) и Америку (XIX век). К середине второго тысячелетия каннабис стал особенно популярным в арабском мире.
В Европе в Средние века католическая церковь связывала употребление наркотиков с колдовством.
Как пишет в своей статье Б. Ф. Калачёв, ещё в 1870 году этнолог Н. Н. Миклухо-Маклай приплыл в Океанию (Новую Гвинею) и на протяжении долгого времени жил среди папуасов, которые в ритуальных целях употребляли наркотик кеу (напиток типа кавы). Миклухо-Маклай во имя науки пробует этот наркотик и описывает свои ощущения в дневнике. Вернувшись на родину, он поделился своими наблюдениями с общественностью.
В начале XX века в США была эпидемия кокаиновой наркомании, закончившаяся его запретом. В 1903 году в Кока-Колу стали добавлять кофеин вместо кокаина.

## Рынок наркотиков

Употребление экстази в Европе

Употребление кокаина в Европе

Употребление каннабиса в Европе

В результате распространения рекреационного применения какого-либо психоактивного вещества, вырастает спрос на него и многие люди становятся задействованы в его производстве и распространении. Самые доходные сельскохозяйственные культуры, это кока, конопля и опийный мак. В настоящее время рынок наркотиков является чёрным рынком с крайне неэластичным по цене спросом.
Наркобизнес схож со страховой компанией, которая страхует риск потребителя остаться без наркотиков.
В некоторых штатах США, Канаде, Бельгии, Чехии, Израиле и некоторых других странах разрешена продажа марихуаны по медицинским показаниям. В Голландии разрешена продажа в небольших количествах в кофешопах, которые с 2012 года представляют собой закрытые клубы, членство в которых возможно лишь для резидентов.
В 2008 году в Нидерландах стоимость наркотиков составляла:
- грамм гашиша — 10 евро
- один джоинт — от 2—3 евро
- таблетка экстази — 3—5 евро для дилера и 10 евро в клубе
- грамм 55 % кокаина — 50—60 евро (стоимость килограмма кокаина составляет 34 тыс. евро)
- 5 мл GHB — 5 евро
- 10 мл попперс — 12,5—15 евро
- «марка» ЛСД — 5—10 евро
- грамм героина — 25—35 евро

Вполне вероятно, что Северная Америка является крупнейшим производителем марихуаны в мире, однако этот рынок изолирован — 2/3 спроса на продукт в США удовлетворяется внутри страны, 19 % поступает из Мексики, 7 % — из Канады. На 2010 год чёрный рынок марихуаны оценивается в 15-30 млрд долларов в год, легализация может приносить государству 392 млн долларов в год, при этом налоги, собираемые от продаж медицинской марихуаны по назначению врача, составляют 18 млн долларов.
На 2008 год ежегодный оборот российского наркобизнеса оценивался примерно в 10—13 миллиардов долларов США.

## Контроль над оборотом наркотических веществ
Взгляд на запретительную политику неоднозначен. Многие исследователи указывают (и это, зачастую, подтверждается историей), что запрет привёл не к снижению, а к увеличению потребления (см.: сухой закон) вышеозначенных препаратов из-за сверхприбылей незаконного оборота. Более того, иногда имеет место миграция с запрещённых (и от этого дорогих и криминально опасных) известных препаратов на незапрещённые — малоизученные, вновь изобретённые, синтетические наркотические вещества. Кроме того, борьба с распространением наркотиков является благодатной почвой для коррупции и злоупотребления властью во многих странах мира.
В марте 2009 года опубликован Доклад Директора-исполнителя Управления ООН по наркотикам и преступности под характерным названием: «Организованная преступность и угроза безопасности. Борьба с разрушительным последствием контроля над наркотиками», где, в частности, говорится:

За годы существования международного контроля численность потребителей запрещённых наркотиков существенно сократилась, и в современном мире они составляют лишь малую часть взрослого населения, причем их значительно меньше, чем потребителей других аддиктивных веществ, таких, как табак и алкоголь. Этот неоспоримый успех имеет также одно трагическое и неожиданное последствие — колоссальное расширение криминального рынка. Если не будут приняты соответствующие меры, этот криминальный рынок сведёт на нет многие блага контроля над наркотиками.
Глобальная комиссия по вопросам наркополитики, в состав которой входит Кофи Аннан, бывший Генеральный секретарь ООН, Луиза Арбур, бывший Верховный комиссар ООН по правам человека, бывшие президенты Мексики, Колумбии и Бразилии, экс-премьер Греции, латиноамериканские писатели Варгас Льоса и Карлос Фуэнтес и другие, в 2011 году в своём докладе констатировала неудачу в борьбе с наркомафией:

Несмотря на огромные затраты средств на уголовные преследования и репрессивные меры в отношении производителей наркотиков, наркоторговцев и потребителей запрещённых наркотических средств, сейчас уже очевидно, что реально сократить предложение или потребление наркотиков не удалось. Любая якобы одержанная победа над одним источником поступления наркотиков или над одной распространяющей их организацией почти мгновенно аннулируется появлением других источников и торговцев. Репрессии в отношении потребителей мешают проводить мероприятия по охране здоровья, направленные на снижение распространения ВИЧ/СПИДа, числа передозировок со смертельным исходом и других вредных последствий употребления наркотиков. Государство расходует деньги на реализацию бесполезных стратегий по сокращению предложения наркотиков и на содержание людей в местах лишения свободы вместо того, чтобы вкладывать средства в экономически эффективные и научно обоснованные меры по снижению спроса на наркотики и наносимого ими вреда.— Доклад Глобальной комиссии по вопросам наркополитики
В связи с этим Комиссия рекомендовала:
- Вместо уголовного преследования и наказания людей, употребляющих наркотики, предложить медико-профилактическую помощь и лечение тем, кто в них нуждается.
- Поощрять внедрение государствами экспериментальных моделей правового регулирования оборота наркотиков (например, каннабиса) с целью подорвать могущество организованной преступности и защитить здоровье и безопасность граждан.
- Разоблачать, а не укреплять распространённые заблуждения относительно наркорынков, наркопотребления и наркозависимости.
- Страны, которые продолжают вкладывать средства главным образом в силовые методы (вопреки фактам), должны сосредоточить репрессивные меры на борьбе с насильственными преступлениями организованных криминальных структур и крупных наркоторговцев, чтобы снизить ущерб, наносимый обществу незаконным рынком наркотиков.

В 2013 году Международный центр исследований в области наркополитики (ICSDP) опубликовал в британском журнале British Medical Journal Open доклад, обобщающий данные, полученные семью международными системами контроля над применением лекарственных средств за предыдущие десять лет наблюдений и утверждающий, что война с наркотиками фактически проиграна. Авторы доклада утверждают, что потребление наркотиков необходимо рассматривать как проблему, лежащую в сфере здравоохранения, а не уголовного права, и что национальным правительствам, усилия которых до того времени были направлены на ликвидацию поставок наркотических средств потребителям на низовом уровне, необходимо переключиться на исследования иных подходов в решении проблемы наркомании, например, декриминализацию и ограниченную легализацию тяжёлых наркотиков.
Примером разрешительной политики в области немедицинского употребления некоторых видов наркотиков могут служить Нидерланды. Сторонники разрешения наркотиков указывают на резкое снижение потребления запрещённых «тяжёлых» наркотиков (таких как героин) в сочетании с сохраняющимся или умеренно растущим потреблением разрешённых «лёгких» (таких как марихуана).

### Международные организации
- Комиссия по наркотическим средствам (англ. Commission on Narcotic Drugs) (вспомогательный орган ЭКОСОС ООН)[81]
- Управление ООН по наркотикам и преступности (UNODC)
- Международный комитет по контролю над наркотиками (МККН) (англ. International Narcotics Control Board)

### Национальные службы по контролю за оборотом наркотических веществ
- Министерство внутренних дел Российской Федерации
- Управление по борьбе с наркотиками (административный орган США)
- Государственная служба охраны безопасности здорового общества (административный орган Туркмении)

## Факты
Дети с высоким коэффициентом интеллекта в полтора-два раза чаще своих менее интеллектуально развитых сверстников начинают впоследствии употреблять запрещённые препараты, что показало исследование почти 8 тысяч человек в 2011 году.
Однако среди них нет веществ, которые традиционно относятся в медицине к наркотикам: более высокий уровень IQ в 5-летнем возрасте был связан с повышением частоты употребления каннабиса и кокаина у женщин, амфетамина, экстази, и сочетания нескольких психоактивных веществ — у мужчин. Умственный коэффициент, измеренный в 10-летнем возрасте, также положительно коррелирует с использованием данных препаратов. В то же время не было обнаружено связи употребления данных препаратов с психологическим стрессом в детстве и с социоэкономическими показателями (уровень образования, дохода, и социальный класс) в 30-летнем возрасте.

### Комментарии
1. ↑  По мнению известного британского врача-нарколога Дэвида Натта, из наиболее распространенных наркотиков наибольший вред здоровью потребителя наносят (по убывающей) героин, крэк и метамфетамин. Однако социальный вред распределен по-другому: опаснее всего алкоголь, затем идут героин и крэк[13]

### Сноски
1. 1 2 3  Lexicon of alcohol and drug terms (англ.). World Health Organization. Дата обращения: 20 ноября 2010. Архивировано 22 августа 2011 года.
2. 1 2 3  Лексиконы ВОЗ, 2001, с. 232—233.
3. ↑  J. Richard Stracke. The Laud Herbal Glossary (неопр.).)
4. ↑  Francis Edmund Anstie. Stimulants and Narcotics: their mutual relations (англ.). — 1865.
5. ↑  De Furore, cap VI (лат.). Дата обращения: ???. Архивировано 22 августа 2011 года.
6. ↑  Правительство РФ. Постановление N 681. "Об утверждении перечня наркотических средств, психотропных веществ и их прекурсоров, подлежащих контролю в Российской Федерации" (30 июня 1998). Дата обращения: 18 октября 2010. Архивировано 3 ноября 2011 года.
7. 1 2  Доклад Международного комитета по контролю над наркотиками 2009 года. PDF. Дата обращения: 12 декабря 2010. Архивировано 22 августа 2011 года.
8. ↑  Единая конвенция о наркотических средствах 1961 года с поправками, внесёнными в неё в соответствии с Протоколом о поправках к Единой конвенции о наркотических веществах 1961 года (pdf). ООН. Дата обращения: 18 октября 2010. Архивировано 22 августа 2011 года.
9. ↑  Федеральный закон от 8.01.1998 № 3-ФЗ "О наркотических средствах и психотропных веществах". Дата обращения: 18 октября 2010. Архивировано 14 августа 2011 года.
10. 1 2  TITLE 21 — FOOD AND DRUGS CHAPTER 13 — DRUG ABUSE PREVENTION AND CONTROL (англ.). Дата обращения: ???. Архивировано 21 июля 2007 года.
11. ↑  James A. Inciardi. The War on Drugs II. — Mountain View, Калифорния: Mayfield Publishing Company, 1992. — P. 22. — ISBN 1559340169.
12. ↑  РУКОВОДСТВО ПО ПСИХИАТРИИ в 2 томах Под редакцией академика РАМН А. С. Тиганова Архивная копия от 4 марта 2016 на Wayback Machine, изд-во «Медицина», Москва, 1999; ISBN 5-225-04394-1, стр. 339/784
13. 1 2 3  Натт, 2021, с. 267.
14. ↑  Филлипс Род. История вина. — М.: Эксмо, 2004. — С. 18. Архивировано 17 февраля 2011 года.
15. 1 2  Владимир Кукк. Телевидение — электронный наркотик. Дата обращения: 30 октября 2010. Архивировано из оригинала 13 февраля 2012 года.
16. ↑  Кимберли С. Янг: Диагноз — интернет-зависимость. Дата обращения: 30 октября 2010. Архивировано 15 августа 2010 года.
17. ↑  Онлайновая игра EverQuest: 430 тысяч человек играют, один погиб. Дата обращения: 30 апреля 2007. Архивировано из оригинала 23 февраля 2007 года.
18. ↑  Mental and behavioural disorders due to use of alcohol. Дата обращения: 1 июня 2008. Архивировано 8 мая 2008 года.
19. ↑  Drugs: the real deal (англ.). The Independent (1 августа 2006). Дата обращения: 25 июля 2008. Архивировано 22 августа 2011 года.
20. ↑  Перевод статьи Drugs: the real deal на русский язык. Дата обращения: 29 декабря 2009. Архивировано 19 ноября 2010 года.
21. ↑  Молодёжная газета "ВСЕМинфо". Дата обращения: 26 января 2011. Архивировано 9 июля 2011 года.
22. ↑  А. Петушков. Статья "Не пей-2" в газете "Дуэль" № 27(325) от 8 июля 2003 г. (8 июля 2003). Дата обращения: 26 января 2011. Архивировано 22 августа 2011 года.
23. ↑  А.М. Несмеянова. статья "Оподление" в газете "Советская Россия" № 80(12423) от 24 июля 2003 г. (24 июля 2003). Дата обращения: 26 января 2011. Архивировано 15 декабря 2011 года.
24. ↑  сайт "Вся правда о наркотиках". Дата обращения: 26 января 2011. Архивировано 10 августа 2011 года.
25. ↑  Статья "Алкоголь и наркотики - беспощадные истребители человечества" на сайте клиники доктора Назаралиева (25 октября 2008). Дата обращения: 26 января 2011. Архивировано из оригинала 22 августа 2011 года.
26. ↑  Сопредседатели Российского Общественного Движения «Трезвая Россия» профессор, академик Международной академии трезвости В.Г.Жданов, Первый вице-президент Народной Академии наук                                                                                                            В.А.Задерей. Открытое письмо председателю Госдумы Грызлову, Б.В. "О признании алкоголя ядом и наркотиком". www.open-letter.ru (1 июля 2010). Дата обращения: 26 января 2011. Архивировано 1 мая 2011 года.
27. ↑  Информационное письмо Департамента здравоохранения г. Москвы от 29.12.2007 N 31/309 «Влияние курения табака на начало употребления наркотических веществ среди учащихся общеобразовательных учреждений»
28. ↑  В. П. Сальников. Наркотики в России: преступления и расследования : научное издание. Серия «Общество и наркомания--социальная опасность». Страницы Российской Истории. Издатель Фонд «Университет», 1999. Стр 154/425
29. ↑  Ю. И. Пиголкин, И. Н. Богомолова, Д. В. Богомолов, А. В. Орловская Вопросы классификации наркотических средств Архивная копия от 27 ноября 2011 на Wayback Machine. ТОМ 4, СТ. 61 (сc. 82-83) // Февраль, 2003 г.
30. ↑  Постановление Правительства РФ от 30.06.1998 N 681 "Об утверждении перечня наркотических средств, психотропных веществ и их прекурсоров, подлежащих контролю в Российской Федерации". Официальный интернет-портал правовой информации (24 января 2022). Дата обращения: 25 июля 2022. Архивировано 7 декабря 2017 года.
31. ↑  Постановление № 23 от 09.04.2009 «Об усилении надзора за реализацией курительных смесей». Дата обращения: 29 октября 2010. Архивировано 28 мая 2010 года.
32. 1 2  Мозг и наркотики. Дата обращения: 7 июля 2009. Архивировано 22 августа 2011 года.
33. ↑  Your Brain on Drugs: Dopamine and Addiction. Дата обращения: 23 апреля 2011. Архивировано 22 августа 2011 года.
34. ↑  Dopamine - A Sample Neurotransmitter. Дата обращения: 23 апреля 2011. Архивировано из оригинала 22 августа 2011 года.
35. ↑  Ваш мозг во время секса. Дата обращения: 23 апреля 2011. Архивировано 22 августа 2011 года.
36. ↑  It's all about dopamine. Дата обращения: 23 апреля 2011. Архивировано 22 августа 2011 года.
37. ↑  Biology of Happiness. Дата обращения: 23 апреля 2011. Архивировано из оригинала 22 августа 2011 года.
38. ↑  The Dopamine Connection. Дата обращения: 23 апреля 2011. Архивировано из оригинала 29 марта 2006 года.
39. ↑  Dopamine and desire. Дата обращения: 23 апреля 2011. Архивировано 22 августа 2011 года.
40. ↑  A Mechanism for Amphetamine-Induced Dopamine Overload.
41. 1 2  HOW DRUGS AFFECT NEUROTRANSMITTERS. Дата обращения: 23 апреля 2011. Архивировано 22 августа 2011 года.
42. ↑  Мужчины чаще становятся алкоголиками из-за дофамина, выяснили учёные. Дата обращения: 23 апреля 2011. Архивировано 22 августа 2011 года.
43. ↑  Addiction and Dopamine (D2) Receptor Levels (2006). Дата обращения: 23 апреля 2011. Архивировано 22 августа 2011 года.
44. ↑  The Science Behind Drug Use and Addiction. Дата обращения: 23 апреля 2011. Архивировано из оригинала 22 августа 2011 года.
45. ↑  Наркомания / И. Н. Пятницкая // Большая советская энциклопедия : [в 30 т.] / гл. ред.  А. М. Прохоров. — 3-е изд. — М. : Советская энциклопедия, 1969—1978.
46. ↑  Веселовская Н. В., Коваленко А. Е. Наркотики. Свойства, Действие, Фармакокинетика, Метаболизм. Пособие для работников наркологических больниц, наркодиспансеров, химико-токсикологических и судебно-химических лабораторий. — Москва: Триада-Х, 2000. — С. 82. — 196 с.
47. ↑  Маркова И.В. Клиническая токсикология детей и подростков. — Санкт-Петербург: Интермедика, 1998. — Т. 1-й. — С. 148. — 394 с. — ISBN 5-89720-006-8.
48. ↑  Веселовская Н. В., Коваленко А. Е. Наркотики. Свойства, Действие, Фармакокинетика, Метаболизм. Пособие для работников наркологических больниц, наркодиспансеров, химико-токсикологических и судебно-химических лабораторий. — Москва: Триада-Х, 2000. — С. 93—94. — 196 с.
49. ↑  Scholey A.B., Parrott A.C., Buchanan T., Heffernan T.M., Ling J., Rodgers J. Increased intensity of Ecstasy and polydrug usage in the more experienced recreational Ecstasy/MDMA users: a WWW study (англ.) // Addict Behav[англ.] : journal. — 2004. — June (vol. 29, no. 4). — P. 743—752. — doi:10.1016/j.addbeh.2004.02.022. — PMID 15135556. Архивировано 13 апреля 2024 года.
50. ↑  Nutt D, King LA, Saulsbury W, Blakemore C. Development of a rational scale to assess the harm of drugs of potential misue (англ.) // The Lancet. — Elsevier, 2007. — Vol. 369, no. 9566. — P. 1047—53. — doi:10.1016/S0140-6736(07)60464-4. — PMID 17382831.
51. ↑  Lüscher C., Ungless M.A. The mechanistic classification of addictive drugs (англ.) // PLoS Med.[англ.] : journal. — 2006. — November (vol. 3, no. 11). — P. e437. — doi:10.1371/journal.pmed.0030437. — PMID 17105338. — PMC 1635740.
52. ↑  Шабанов, 2003, с. 276—279.
53. 1 2  Шабанов, 2003, с. 279—281.
54. 1 2  Пятницкая, 2008, с. 84—104.
55. 1 2 3 4  Пятницкая, 2008, с. 229—235.
56. ↑  Пятницкая, 2008, с. 104—131.
57. ↑  Пятницкая, 2008, с. 238—240.
58. 1 2  Веселовская Н. В., Коваленко А. Е. Наркотики. Свойства, Действие, Фармакокинетика, Метаболизм. Пособие для работников наркологических больниц, наркодиспансеров, химико-токсикологических и судебно-химических лабораторий. — Москва: Триада-Х, 2000. — С. 45—73. — 196 с.
59. ↑  А. Крутских — Психоделики сегодня
60. 1 2 3  Р. Карсон, Дж. Батчер, С. Минека — Злоупотребление психоактивными веществами и химическая зависимость. Дата обращения: 30 октября 2010. Архивировано 27 ноября 2010 года.
61. ↑  F1х.3: Withdrawal state Архивировано 31 марта 2020 года. по МКБ-10
62. ↑  Что такое «ломка». Дата обращения: 18 марта 2011. Архивировано из оригинала 8 августа 2014 года.
63. ↑  http://diseases.monomed.ru/info.php?id=2034 Архивная копия от 31 мая 2012 на Wayback Machine Абстинентный синдром, мед. справочник.
64. ↑  А. Н. Раев, Ю. Н. Матвеев, Т. И. Голощапова//Анализ влияния состояния наркотического опьянения на характеристики голосов дикторов Архивная копия от 10 февраля 2015 на Wayback Machine. — Биомедицинские технологии
65. 1 2  Борьба с контрабандой наркотических средств, психотропных и сильнодействующих веществ, Издательский дом «Питер», ISBN 5-94723-711-3, ISBN 978-5-94723-711-5 стр. 6, 82-83
66. 1 2 3 4  Bulletin on Narcotics: A Century of International Drug Control United Nations Publications, 2010; ISBN 9214480478, ISBN 9789214480471 Том LIX, стр. 10
67. ↑  Калачев Б. Ф. Российская империя против наркотиков.Век глобализации (2012)1(9): 161—175. Архивная копия от 13 апреля 2014 на Wayback Machine
68. ↑  Самые популярные, самые урожайные и прибыльные сельскохозяйственные культуры в мире / Агроэкономика / Агропортал Zamay.org. Дата обращения: 12 мая 2015. Архивировано из оригинала 18 мая 2015 года.
69. ↑  Лев Тимофеев — Наркобизнес: начальная теория экономической отрасли, Российский государственный гуманитарный университет, 1998, ISBN 5-7281-0093-7, 9785728100935, стр. 53/110
70. ↑  The New York Times — Los Angeles Marijuana Sellers Limited Архивная копия от 9 ноября 2020 на Wayback Machine January 26, 2010
71. ↑  MedicalMarihuana.ca — Grow Marijuana Legally Архивная копия от 10 февраля 2012 на Wayback Machine
72. ↑  jellinek.nl — Сколько стоят наркотики (нидерл. Hoeveel kosten drugs)
73. ↑  Мировая экономика и международные отношения, Выпуски 1—2, Институт мировой экономики и международных отношений (Академия наук СССР), «Правда», 2006, стр. 53 Архивная копия от 30 мая 2022 на Wayback Machine
74. ↑  «Медицинская марихуана» в США. Дата обращения: 30 января 2012. Архивировано 25 ноября 2011 года.
75. ↑  Пояснительная записка "К проекту Федерального закона «О внесении изменений в Уголовный кодекс Российской Федерации и Уголовно-процессуальный кодекс Российской Федерации», внесён в Государственную Думу ФС РФ 01.12.2008 (Вх. N 1.1-14240)
76. ↑  Организованная преступность и угроза безопасности. Борьба с разрушительным последствием контроля над наркотиками. Доклад Директора-исполнителя Управления Организации Объединённых Наций по наркотикам и преступности. (pdf). Управление ООН по наркотикам и преступности (1 марта 2009). Дата обращения: 19 ноября 2009. Архивировано из оригинала 22 августа 2011 года.
77. ↑  Война с наркотиками. Доклад Глобальной комиссии по вопросам наркополитики. Глобальная комиссия по вопросам наркополитики (июнь 2011). Дата обращения: 10 сентября 2014. Архивировано 24 сентября 2015 года.
78. ↑  Доклад: глобальная война с наркоторговлей проиграна. Русская служба Би-би-си (1 октября 2013). Дата обращения: 1 октября 2013. Архивировано 2 октября 2013 года.
79. ↑  Интернет-интервью с Л. В. Пантелеевой \ Консультант Плюс. Дата обращения: 31 октября 2010. Архивировано 13 октября 2011 года.
80. ↑  UNODC Управление ООН по наркотикам и преступности — Бюллетень по наркотическим средствам Том LIX, № 1 и 2, 2007 год — Столетие контроля над наркотиками
81. ↑  Комиссия по наркотическим средствам Экономического и социального совета ООН (ЭКОСОС). Дата обращения: 10 июня 2009. Архивировано 22 мая 2009 года.
82. 1 2  James White, G David Batty (2011) «Intelligence across childhood in relation to illegal drug use in adulthood: 1970 British Cohort Study Архивная копия от 20 декабря 2011 на Wayback Machine» J Epidemiol Community Health doi:10.1136/jech-2011-200252